# 松田礼人
松田 礼人（まつだ あやと、1969年（昭和44年）7月9日 - ）は、日本の映画監督、テレビ演出家。TBSスパークルエンタテインメント本部ドラマ映画部。

## 来歴
山形県上山市出身。山形県立山形南高等学校、日本大学芸術学部放送学科を卒業後、1993年木下プロダクション（2003年ドリマックステレビジョンに商号変更。2019年TBSスパークルに吸収合併）に入社し、飯島敏弘、山田高道に師事。

## 作風

### 脚本
初監督作品「オンナゴコロ」で脚本をつとめる。

## 受賞
- 平成21年度（第64回）文化庁芸術祭優秀賞（テレビ部門・ドラマの部）受賞 - 『官僚たちの夏』
- ベトナムフィルムフェスティバル最優秀作品賞 受賞 - 『The Partner 〜愛しき百年の友へ〜』
- 東京ドラマアウォード ローカル賞 受賞 - 『遠く離れた同じ空の下で』
- 令和元年度（第74回）文化庁芸術祭優秀賞（テレビ部門・ドラマの部）受賞 - 『小さな神たちの祭り』[1]
- 2020年　民間放送連盟賞　テレビドラマ番組　優秀賞‐『小さな神たちの祭り』[2]
- 第48回（2020年）国際エミー賞　TV Movie/Mini-Series　優秀作品賞ノミネート‐『小さな神たちの祭り』[3]
- 第25回（2021年）アジア・テレビジョン・アワード　BEST SINGLE DRAMA OR TEREMOVIE  最優秀作品賞‐『小さな神たちの祭り』[4]
- 第37回（2021年）ATP賞テレビグランプリ　ドラマ部門　優秀賞‐『カンパニー〜逆転のスワン〜』[5]
- 第39回（2023年）ATP賞テレビグランプリ　ドラマ部門　優秀賞-『正月時代劇　いちげき』
- 第28回（2024年）アジア・テレビジョン・アワード　BEST SINGLE DRAMA OR TEREMOVIE  優秀作品賞 -『正月時代劇　いちげき』

## フィルモグラフィ

### 映画
- 『オンナゴコロ』[6]（2008年、配給：Breath、GPミュージアムソフト）出演：前田綾花、保坂尚輝、大浦龍宇一、佐藤二朗など
- 『エンドレスアフェア〜終わりなき情事〜』[7]（2014年、製作：LaLaTV）出演：戸次重幸、小島聖、酒井若菜など
- 『君がトクベツ』（2025年公開予定、配給：ギャガ）出演：畑芽育、大橋和也など

### ドラマ演出作品
- 『守護神・ボディーガード進藤輝』（2012年、TBS月曜ゴールデン）主演：寺脇康文、伊東四朗、小倉久寛、染谷将太、佐藤二朗ほか
- 『守護神・ボディーガード進藤輝　２』（2013年、TBS月曜ゴールデン）主演：寺脇康文、伊東四朗、染谷将太、佐藤二朗、高橋由美子ほか
- 『The　Partner（日越国交樹立４０周年記念作品）』（2013年、TBS、ベトナムテレビジョン）出演：東山紀之、武井咲、芦田愛菜ほか
- 『守護神・ボディーガード進藤輝　３』（2014年、TBS月曜ゴールデン）主演：寺脇康文、伊東四朗、染谷将太、佐藤二朗、紫吹淳ほか
- 『エンドレスアフェア』（2014年、LaLaTV）主演：戸次重幸、小島聖、酒井若菜ほか
- 『守護神・ボディーガード進藤輝　４』（2015年、TBS月曜ゴールデン）主演：寺脇康文、伊東四朗、染谷将太、佐藤二朗、葉月里緒奈ほか
- 『松本清張スペシャル　喪失の儀礼』（2016年、テレビ東京）出演：村上弘明、陣内孝則、剛力彩芽ほか
- 『ドラマスペシャル　瀬戸内少年野球団』（2016年、テレビ朝日）原作：阿久悠、出演：武井咲、三浦貴大、大杉漣、友近ほか
- 『遠く離れた同じ空の下で』（2016年、琉球朝日放送、ベトナムテレビジョン）出演：宮城夏鈴、クァン・ス、吉田妙子、ゴリほか
- 『刑事夫婦　３』（2017年、TBS月曜名作劇場）出演：鈴木砂羽、石黒賢ほか
- 『今野敏サスペンス　確証』（2017年、TBS）原作：今野敏、出演：吉田栄作、内山理名、大杉蓮、佐野史郎、石黒賢ほか
- 『東北放送開局60周年記念番組　小さな神たちの祭り』[8]（2019年、東北放送）脚本：内館牧子、出演：千葉雄大、土村芳、吉岡秀隆、サンドウィッチマンほか
- 『正月時代劇　いちげき』[9]（2023年、NHK）脚本：宮藤官九郎、講談：神田伯山、出演：染谷将太、町田啓太、松田龍平、伊藤紗莉、塚地武雅、細田善彦、岡山天音、上川周作、高岸宏之、杉本哲太ほか

### 連続ドラマ演出作品
- 『ビッグウィング』（2001年、TBS）出演：内田有紀、坂井真紀、野際陽子ほか
- 『一攫千金夢家族』（2002年、TBS）出演：南野陽子、佐藤二朗ほか
- 『ケータイ刑事　銭形愛』（2002年、BS-TBS）出演：宮崎あおい、山下真司ほか
- 『エ・アロール　それがどうしたの』（2003年、TBS）原作：渡辺淳一、出演：豊川悦司、緒形拳、木村佳乃、津川雅彦ほか
- 『恋する日曜日』（2003年、BS-TBS）出演：柏原収司、佐藤康恵、尾野真千子ほか（プロデューサー兼務）
- 『新しい風』（2004年、TBS）出演：ともさかりえ、吉田栄作、植木等ほか
- 『夢で逢いましょう』（2005年、TBS） 出演：矢田亜希子、押尾学、長塚京三ほか
- 『文学の唄・恋する日曜日』（2005年、BS-TBS）出演：加藤貴子ほか
- 『ガチバカ！』（2006年、TBS）出演：高橋克典、北村総一朗、沢村一樹ほか
- 『砂時計』（2007年、TBS）出演：佐藤めぐみ、小林涼子、竹財輝之助、佐野和真、佐藤二朗ほか
- 『孤独の賭け～愛しき人よ～』（2007年、TBS）出演：伊藤英明、長谷川京子、古手川祐子ほか
- 『東京少女』（2008年、BS-TBS）出演：水沢エレナ、佐藤二朗、ホラン千秋ほか
- 『恋空』（2008年、TBS）出演：水沢エレナ、瀬戸康史、岸谷五朗ほか
- 『ラブレター』（2008年、TBS）出演：鈴木亜美、山下リオ、剛力彩芽、宮澤佐江ほか
- 『RESCUE～特別高度救助隊』（2009年、TBS）出演：中丸雄一、増田貴久、山本裕典、石黒賢、石橋凌、佐藤二朗ほか
- 『官僚たちの夏』（2009年、TBS）原作：城山三郎、出演：佐藤浩市、堺雅人、高橋克実、北大路欣也ほか
- 『タンブリング』（2010年、TBS）出演：山本裕典、瀬戸康史、大塚寧々、AKIRA、佐藤二朗ほか
- 『霧に棲む悪魔』（2011年、CX）出演：入山法子、姜暢雄、京野ことみほか
- 『白戸修の事件簿』（2012年、TBS）出演：千葉雄大、本郷奏多、寺島進、永井大ほか
- 『Ｄｒ.ＤＭＡT』（2014年、TBS）出演：大倉忠義、加藤あい、國村隼、石黒賢、市川実日子、佐藤二朗ほか
- 『アルジャーノンに花束を』（2015年、TBS）出演：山下智久、栗山千明、石丸幹二、窪田正孝、工藤阿須加ほか
- 『仮カレ♥』（2015年、NHK-BSプレミアム）主演：相武紗季、中越典子、田中直樹
- 『家族ノカタチ』（2016年、TBS）出演：香取慎吾、上野樹里、西田敏行、風吹ジュン、水原希子ほか
- 『この世にたやすい仕事はない』（2017年、NHK-BSプレミアム）出演：真野恵里菜、塚本高史、浅野温子ほか
- 『ホリデイラブ』（2018年、テレビ朝日）出演：仲里依紗、松本まりか、塚本高史、中村倫也ほか
- 『あなたには帰る家がある』（2018年、TBS）出演：中谷美紀、木村多江、ユースケ・サンタマリア、玉木宏ほか
- 『主婦カツ!』（2018年、NHK-BSプレミアム）出演：鈴木保奈美、宇梶剛、山口紗弥加、島崎遥香ほか
- 『スパイラル〜町工場の奇跡〜』（2019年、テレビ東京）出演：玉木宏、貫地谷しほり、戸塚純貴、國村隼ほか
- 『カンパニー〜逆転のスワン〜』[10]（2021年、NHK BSプレミアム）出演：井ノ原快彦、倉科カナ、黒木瞳、宮尾俊太郎ほか
- 『にぶんのいち夫婦』（2021年、ドラマParavi　テレビ東京）出演：比嘉愛未、竹財輝之助、黒川智花、秋元才加、瀬戸さおりほか
- 『パパとムスメの7日間』(2022年、TBSドラマストリーム）出演：飯沼愛、長尾謙杜、眞島秀和ほか
- 『恋愛のすゝめ』（2023年、TBSドラマストリーム）出演：綱啓永、矢吹奈子、本田響矢、竹中直人ほか
- 『君とゆきて咲く』（2024年、テレビ朝日・東映）出演：前田拳太郎、奥智哉ほか
- 『地獄の果てまで連れていく』（2025年、TBSドラマストリーム）出演：佐々木希、渋谷凪咲、井上祐貴、吉澤閑也、板尾創路ほか

### WEBドラマ演出作品
- 『民王番外編　秘書貝原と6人の怪しい客「スキャンダルな来訪者」』（2016年、テレビ朝日）出演：高橋一生、ラサール石井ほか
- 『フェイス～サイバー犯罪特捜班』（2017年、Amazonプライムビデオ）出演：剛力彩芽、三浦貴大、村上弘明、松下優也ほか

### コマーシャル演出作品
- 『NISSAN　ウィングロード　インフォマーシャル』（2004年）
- 『NISSAN　プレジャー　インフォマーシャル』（2004年）
- 『東京メトロ　4つの小さな物語』（2005年）出演：粟田麗、美山加恋ほか

### 舞台演出作品
- 『東京俳優市場　2013冬』（2013年、笹塚ファクトリー）

### その他の演出・プロデュース作品
- 『美空ひばり没後25年「歌に生き、歌に死ぬ」愛と悲しみの女王伝説』（2014年、TBS）出演：北原里英ほか（再現ドラマ演出）
- 『BS-TBS開局15周年特別企画　甦る昭和の名曲３時間スペシャル』（2016年、BS-TBS）出演：由紀さおり、夏川りみほか
- 『Samurai Camp(サムライキャンプ) タイユース育成スポーツツーリズム開発事業』（総務省放送コンテンツ海外展開総合強化事業番組　2018年　True4U:TV Thailand）
- 『実録ドラマ 3つの取調室 〜埼玉愛犬家連続殺人事件〜』（2020年、フジテレビ）出演：水野美紀ほか
- 『シナモンと安田顕のゆるドキ☆クッキング』（2023年、TBSほか）出演：安田顕